# Alphonse Antoine
Pour les articles homonymes, voir Antoine.
Alphonse Antoine (1890, Raon-sur-Plaine – 1969, Paris), est un général de l’armée française, résistant, spécialiste des transmissions.

## Biographie
Alphonse Antoine est né le 26 août 1890 à Raon-sur-Plaine (Vosges)  d’une mère brodeuse et d’un père douanier au poste frontière du Donon (qui délimite la séparation entre la France et l'empire allemand occupant alors l'Alsace).
Après des études primaires supérieures à l'école Colbert de Paris, il est reçu au concours des Chemins de Fer de l'Est, société exploitant les lignes ferroviaires entre Paris et la Lorraine.
Mobilisé pendant la guerre de 1914-1918, il devient sous-lieutenant dans l'arme du génie et fait presque toute la guerre sur le front de Lorraine, en particulier dans le secteur de la Chapelotte (Vosges).

### Spécialiste des transmissions militaires
Après la fin de la guerre, il poursuit son activité au sein de l’armée et est chargé d'organiser le Central interallié de Berlin. Il participe, avec le général Gustave Ferrié (1868-1932), à la création de Radio Tour Eiffel, premier émetteur français de télégraphie sans fil, à vocation militaire dans les années 1920.
Alphonse Antoine enseigne en 1930-1940, à l’école des transmissions, puis est affecté au ministère de la guerre, et à celui de l'armement.

### Résistant, responsable du sabotage d’équipements téléphoniques
De 1940 à 1942, il est affecté en Tunisie où, sous les ordres du général de Lattre de Tassigny, il commande les transmissions. Il participe à la lutte clandestine et organise le camouflage du matériel et du personnel.
Il rentre en métropole, et rejoint le mouvement de résistance nationale « Les Ardents », sous le pseudonyme de Dammartin (ou Damemartin, ou André). Il est chargé de mettre en œuvre, dans la zone Sud, le sabotage du réseau allemand des lignes souterraines à grande distance, le contre-sabotage et la remise en état du réseau national. Son intégration dans le groupe aurait eu lieu en 1944 .
Jacques Chaban-Delmas (Lakanal) le nomme délégué national aux Transmissions au printemps 1944. Il est chargé de l'exécution du « Plan Violet », qui prévoit le sabotage des  réseaux téléphoniques allemands. Il le met en œuvre le 5 juin 1944, à 21 heures 15, à la suite d'un message sur les ondes de la radio britannique en langue française BBC (« le Colonel leur a coupé le sifflet ») .
Alphonse Antoine est promu général en 1944. Il quitte l'armée en 1946 et rejoint la société privée RTI (Relations Techniques Intercontinentales) où il met au point des appareils de transmission, notamment des oscilloscopes.
Décédé dans le 10e arrondissement de Paris le 9 février 1969, il est enterré au cimetière d'Allarmont, commune où il disposait d'une demeure.
Il est le père de Gérald Antoine, philologue, recteur de l’académie de Tours Orléans, maire d’Allarmont (1915-2014).

## Décorations
|  |  |  |
|  |  |  |

### Intitulés
- Commandeur de la Légion d'honneur
- Croix de Guerre 1914-1918
- Croix de Guerre 1939-1945
- Médaille de la Résistance

## Sources
- « Site Internet de la mairie d’Allarmont »
- « Mouvement national de résistance Les Ardents »